# Mīrgasār
Mīrgasār (persiska: مير جاسَر, مير عَصّار, میرگسار) är en ort i Iran.   Den ligger i provinsen Kurdistan, i den nordvästra delen av landet, 400 km väster om huvudstaden Teheran. Mīrgasār ligger 1 613 meter över havet och antalet invånare är 194.
Terrängen runt Mīrgasār är kuperad åt sydväst, men åt nordost är den bergig.Runt Mīrgasār är det ganska tätbefolkat, med 65 invånare per kvadratkilometer. Närmaste större samhälle är Bazvash, 3,8 km sydväst om Mīrgasār. Trakten runt Mīrgasār består i huvudsak av gräsmarker.